# 棠邑
棠邑，是先秦时期的邑，位于今南京市六合区，邑城位于六合区之北，是今南京市最早建立的行政区划。
周灵王元年（前571年）楚国置邑，周敬王十四年（前506年）属吴国，周元王三年（前474年）属越国，周显王十四年（前355年）属楚国，秦王政二十四年（前233年）属秦国。秦始皇二十六年（前221年）行郡县制，置堂邑县。